# THE SPHYNX
『THE SPHYNX』（ザ・スフィンクス）はNONA REEVESの通算8枚目となるスタジオ・アルバムである。

## 概要
前作『SWEET REACTION』から約1年3か月ぶりのオリジナル・アルバムとして、2004年10月21日にmeldacより発売された。

## 収録曲
1. 愛の太陽
作詞：いしわたり淳治、作曲：西寺郷太・奥田健介
2. RHYTHM NIGHT
作詞：西寺郷太、作曲：西寺郷太・奥田健介
  - 12枚目のシングル。
3. 重ねた唇
作詞・作曲：西寺郷太
4. ザ・スフィンクス
作詞：西寺郷太、作曲：西寺郷太・奥田健介・矢野博康
5. I WANT U BACK
作詞・作曲：西寺郷太
6. 涙をふいて
作詞：西寺郷太、作曲：奥田健介
7. 裸足の砦
作詞：西寺郷太、作曲：小松茂
8. ポケット・サンバ
作詞：西寺郷太、作曲：西寺郷太・奥田健介
9. NEW SOUL
作詞：西寺郷太、作曲：西寺郷太・奥田健介
  - 12枚目のシングル。本アルバムでは、アコースティック・ギターの演奏によるイントロが追加されている。
  - 小林賢太郎プロデュース公演 「PAPER RUNNER」テーマソング。
  - 交通事故で若くして亡くなったノーナのディレクターに捧げて作られた楽曲。[1]
10. クリスタル・シティ
作詞・作曲：西寺郷太